# هری چنتری
هری چنتری (انگلیسی: Harry Chantry; ۲۱ نوامبر ۱۸۸۵ – ۲۶ مارس ۱۹۷۱) بازیکن فوتبال بود.
از باشگاه‌هایی که در آن بازی کرده‌است می‌توان به باشگاه فوتبال گریمزبی تاون اشاره کرد.